# Елинек, Ханс
Ханс Елинек (нем. Hanns Jelinek, псевдоним Ханс Элин (нем. Hanns Elin); 5 декабря 1901, Вена — 27 января 1969, Вена) — австрийский композитор и музыкальный педагог.

## Жизнь и творчество
Имя, полученное при рождении — Йоханнес (он меняет его позже на Ханс, что в латинском написании вместе с фамилией образует 12 букв — намёк на додекафонию).  Елинек вначале изучал музыкальную композицию на специальном семинаре у Арнольда Шёнберга, а также брал частные уроки у Альбана Берга, затем — с 1920 по 1922 год — учился в Музыкальной академии в Вене, где его преподавателем был Франц Шмидт (курс не окончил по финансовым причинам). В дальнейшем изучал композицию самостоятельно. Позднее Елинек работал как свободный композитор в Вене. Чтобы обеспечить себе проживание, выступал как пианист в барах и кинотеатрах, писал лёгкую музыку под псевдонимом Ханс Элин. Начиная с 1934 года (Второй квартет op. 13) применяет додекафонную технику, в которой пишет все свои последующие сочинения, снабжённые опусом. В написанном в 1956 году сочинении Three Blue Sketches op. 25 соединяет додекафонию и джаз. 
В 1958 году он начинает преподавать в Высшей школе музыки в Вене, с 1965 года — профессор. Среди его учеников композиторы Пётр Котик и Франческо Вальдамбрини.
Елинек написал 6 симфоний, 2 струнных квартета, фортепианные и камерные сочинения, а также оперетты, шлягеры и музыку для кинофильмов. В его додекафонных произведениях чувствуется влияние А. Шёнберга. Автор ряда теоретических трудов по музыкальному творчеству.

## Избранные сочинения
- музыкальные[5][6]
  - 13 kleine Lieder (13 маленьких песен) для голоса и фортепиано op. 1 (1927)
  - Präludium, Passacaglia und Fuge для камерного оркестра op. 4 (1922)
  - 3 шансона на тексты Эриха Кестнера (1930)
  - 1-й струнный квартет op. 10 (1931)
  - Сюита для струнного оркестра op. 11 (1931)
  - Sinfonia concertante (Симфония № 4) для струнного квартета и большого оркестра op. 12 (1931)
  - 2-й струнный квартет op. 13 (1934-35)
  - оперетта Bubi Caligula (Малыш Калигула) (1947-53)
  - Zwölftonwerk op. 15 (1947-52)
  - Sinfonia brevis (Симфония № 5) op. 16 (1948-50)
  - Concertino для струнных op. 17 (1951)
  - Фантазия для кларнета, фортепиано и оркестра op. 18 (1951)
  - Zwölftonfibel (Двенадцатитоновая азбука) для фортепиано op. 21 (1953-54)
  - Sinfonia concertante (Симфония № 6) op. 22 (1953)
  - Selbstbildnis des Marc Aurel (Автопортрет Марка Аврелия) для чтеца и четырёх инструменталистов op. 24 (1954)
  - Соната для скрипки op. 27 (1956)
  - Unterwegs (В пути: кантата на слова Франца Кислинга[нем.]) для сопрано, вибрафона и контрабаса Op. 28 (1957)
  - Vier Songs (Четыре песни) на стихи Франца Кислинга для среднего голоса и фортепиано op. 29 (1957)
  - балет The Dances around the Steel Blue Rose (1956-59)
  - Canon nuptiale для смешанного хора (1959)
  - Zehn zahme Xenien (Десять кротких ксений) для скрипки и фортепиано op. 32 (1960)
  - Rai Buba этюд для фортепиано и большого оркестра op. 34 (1962)
- литературные
  - Musikalisches Hexeneinmaleins, Österreichische Musikzeitschrift, 6. Jg., 1951
  - Anleitung zur Zwölftonkomposition, Вена, 1952
  - Die krebsgleichen Allintervallreihen, Archiv für Musikwissenschaft, 18. Jg., 1961
  - Musik in Film und Fernsehen, Österreichische Musikzeitschrift, 23. Jg., 1968

## Награды
- 1932: Приз Джона Хаббарда (Нью-Йорк)
- 1947: Музыкальная премия города Вена
- 1966: Австрийская Большая государственная премия в области музыки